# Wereldbeker schaatsen 2012/2013 - Wereldbekerfinale
De Wereldbeker schaatsen 2012/2013 Wereldbekerfinale was de laatste wedstrijd van het Wereldbekerseizoen die van 8 tot en met 10 maart 2013 plaatsvond in Thialf in Heerenveen, Nederland.

## Tijdschema
| Datum            | Tijd  | Onderdeel                                                                                         |
| ---------------- | ----- | ------------------------------------------------------------------------------------------------- |
| Vrijdag 8 maart  | 18:00 | 1e 500 m vrouwen 1e 500 m mannen ploegenachtervolging vrouwen ploegenachtervolging mannen         |
| Zaterdag 9 maart | 13:15 | 1000 m vrouwen 1000 m mannen 3000 m vrouwen 5000 m mannen                                         |
| Zondag 10 maart  | 14:00 | 2e 500 m vrouwen 2e 500 m mannen 1500 m vrouwen 1500m mannen massastart vrouwen massastart mannen |

## Belgische deelnemers
| 1500m      | Mannen  | Bart Swings    |  |  |  |  |  |  |  |  |  |
|            |         |                |  |  |  |  |  |  |  |  |  |
| 5000m      | Mannen  | Bart Swings    |  |  |  |  |  |  |  |  |  |
|            |         |                |  |  |  |  |  |  |  |  |  |
| Massastart | Mannen  | Bart Swings    |  |  |  |  |  |  |  |  |  |
| Massastart | Vrouwen | Jelena Peeters |  |  |  |  |  |  |  |  |  |

De beste Belg per afstand wordt vet gezet

## Nederlandse deelnemers
| Afstand              | Geslacht | Deelnemers                                  | Deelnemers                                  | Deelnemers                                  | Deelnemers                                  | Deelnemers                                  |
| -------------------- | -------- | ------------------------------------------- | ------------------------------------------- | ------------------------------------------- | ------------------------------------------- | ------------------------------------------- |
| 1e 500m              | Mannen   | Michel Mulder                               | Ronald Mulder                               | Kjeld Nuis                                  | Hein Otterspeer                             | Jan Smeekens                                |
| 1e 500m              | Vrouwen  | Anice Das                                   | Thijsje Oenema                              | Laurine van Riessen                         |                                             |                                             |
|                      |          |                                             |                                             |                                             |                                             |                                             |
| 2e 500m              | Mannen   | Michel Mulder                               | Ronald Mulder                               | Hein Otterspeer                             | Jan Smeekens                                |                                             |
| 2e 500m              | Vrouwen  | Anice Das                                   | Thijsje Oenema                              | Laurine van Riessen                         |                                             |                                             |
|                      |          |                                             |                                             |                                             |                                             |                                             |
| 1000m                | Mannen   | Stefan Groothuis                            | Michel Mulder                               | Kjeld Nuis                                  | Hein Otterspeer                             | Mark Tuitert                                |
| 1000m                | Vrouwen  | Lotte van Beek                              | Marrit Leenstra                             | Laurine van Riessen                         |                                             |                                             |
|                      |          |                                             |                                             |                                             |                                             |                                             |
| 1500m                | Mannen   | Stefan Groothuis                            | Kjeld Nuis                                  | Mark Tuitert                                | Koen Verweij                                | Maurice Vriend                              |
| 1500m                | Vrouwen  | Lotte van Beek                              | Marrit Leenstra                             | Diane Valkenburg                            | Linda de Vries                              | Ireen Wüst                                  |
|                      |          |                                             |                                             |                                             |                                             |                                             |
| 5000m                | Mannen   | Jorrit Bergsma                              | Ted-Jan Bloemen                             | Jan Blokhuijsen                             | Bob de Jong                                 | Sven Kramer                                 |
| 3000m                | Vrouwen  | Marije Joling                               | Diane Valkenburg                            | Linda de Vries                              | Annouk van der Weijden                      | Ireen Wüst                                  |
|                      |          |                                             |                                             |                                             |                                             |                                             |
| Ploegenachtervolging | Mannen   | Jan Blokhuijsen, Sven Kramer, Koen Verweij  | Jan Blokhuijsen, Sven Kramer, Koen Verweij  | Jan Blokhuijsen, Sven Kramer, Koen Verweij  | Jan Blokhuijsen, Sven Kramer, Koen Verweij  | Jan Blokhuijsen, Sven Kramer, Koen Verweij  |
| Ploegenachtervolging | Vrouwen  | Marrit Leenstra, Linda de Vries, Ireen Wüst | Marrit Leenstra, Linda de Vries, Ireen Wüst | Marrit Leenstra, Linda de Vries, Ireen Wüst | Marrit Leenstra, Linda de Vries, Ireen Wüst | Marrit Leenstra, Linda de Vries, Ireen Wüst |
|                      |          |                                             |                                             |                                             |                                             |                                             |
| Massastart           | Mannen   | Jorrit Bergsma                              | Christijn Groeneveld                        | Arjan Stroetinga                            |                                             |                                             |
| Massastart           | Vrouwen  | Mariska Huisman                             | Rixt Meijer                                 | Irene Schouten                              |                                             |                                             |

De beste Nederlander per afstand wordt vet gezet

## Podia

### Mannen
| Wedstrijd            | Goud                                               | Tijd    | Zilver                                                 | Tijd    | Brons                                               | Tijd    |
| 1e 500 m             | Jan Smeekens Nederland                             | 34,84   | Jamie Gregg Canada                                     | 34,96   | Ronald Mulder Nederland                             | 35,04   |
| 2e 500 m             | Jan Smeekens Nederland                             | 34,83   | Joji Kato Japan                                        | 34,92   | Michel Mulder Nederland                             | 34,97   |
| 1000 m               | Stefan Groothuis Nederland                         | 1.08,91 | Mark Tuitert Nederland                                 | 1.09,22 | Kjeld Nuis Nederland                                | 1.09,24 |
| 1500 m               | Bart Swings België                                 | 1.45,50 | Zbigniew Bródka Polen                                  | 1.45,96 | Shani Davis Verenigde Staten                        | 1.46,13 |
| 5000 m               | Sven Kramer Nederland                              | 6.10,78 | Jorrit Bergsma Nederland                               | 6.15,74 | Bob de Jong Nederland                               | 6.18,26 |
| Ploegenachtervolging | Nederland Jan Blokhuijsen Sven Kramer Koen Verweij | 3.40,64 | Zuid-Korea Joo Hyung-joon Ko Byung-wook Lee Seung-hoon | 3.42,69 | Rusland Denis Joeskov Jevgeni Lalenkov Ivan Skobrev | 3.43,02 |
|                      |                                                    |         |                                                        |         |                                                     |         |
| Massastart           | Bart Swings België                                 | 33 pnt. | Joo Hyung-joon Zuid-Korea                              | 15 pnt. | Arjan Stroetinga Nederland                          | 11 pnt. |

### Vrouwen
| Wedstrijd            | Goud                                                | Tijd       | Zilver                                                  | Tijd    | Brons                                                             | Tijd    |
| 1e 500 m             | Jenny Wolf Duitsland                                | 37,77      | Wang Beixing China                                      | 37,81   | Lee Sang-hwa Zuid-Korea                                           | 37,82   |
| 2e 500 m             | Lee Sang-hwa Zuid-Korea                             | 37,77      | Wang Beixing China                                      | 37,78   | Thijsje Oenema Nederland                                          | 38,10   |
| 1000 m               | Christine Nesbitt Canada                            | 1.15,48    | Zhang Hong China                                        | 1.15,50 | Laurine van Riessen Nederland                                     | 1.15,95 |
| 1500 m               | Ireen Wüst Nederland                                | 1.54,67    | Lotte van Beek Nederland                                | 1.56,58 | Christine Nesbitt Canada                                          | 1.56,86 |
| 3000 m               | Ireen Wüst Nederland                                | 3.58,68 BR | Diane Valkenburg Nederland                              | 4.04,75 | Linda de Vries Nederland                                          | 4.04,87 |
| Ploegenachtervolging | Nederland Marrit Leenstra Linda de Vries Ireen Wüst | 3.00,50    | Canada Kali Christ Christine Nesbitt Brittany Schussler | 3.03,50 | Polen Katarzyna Bachleda-Curuś Katarzyna Woźniak Luiza Złotkowska | 3.04,19 |
|                      |                                                     |            |                                                         |         |                                                                   |         |
| Massastart           | Irene Schouten Nederland                            | 33 pnt.    | Ivanie Blondin Canada                                   | 15 pnt. | Kim Bo-reum Zuid-Korea                                            | 11 pnt. |